# Berre (Mittelmeer)
Die Berre ist ein Küstenfluss in Frankreich, der im Département Aude in der Region Okzitanien verläuft. Sie entspringt in der Landschaft der Corbières, im Gemeindegebiet von Quintillan, entwässert generell in nordöstlicher Richtung durch den Regionalen Naturpark Corbières-Fenouillèdes, erreicht danach den Regionalen Naturpark Narbonnaise en Méditerranée und mündet zunächst bei Peyriac-de-Mer in den Lagunensee Étang de Bages et de Sigean. Ihre Wassermassen strömen sodann im See nach Südosten und gelangen nach insgesamt rund 53 Kilometern im Gemeindegebiet von Port-la-Nouvelle in das Mittelmeer.

## Orte am Fluss
(Reihenfolge in Fließrichtung)
- Quintillan
- Cascastel-des-Corbières
- Villeneuve-les-Corbières
- Durban-Corbières
- Portel-des-Corbières
- Peyriac-de-Mer
- Port-la-Nouvelle